# Amazon DynamoDB
Az Amazon DynamoDB egy NoSQL adatbázis, amelyet az Amazon.com ajánl az Amazon Web Services részeként. A DynamoDB az amazon Dynamo nevű adatbázisától örökölte a nevét. A szoftver hasonló adatmodellt használ, de teljesen független megvalósítás mindkettő. Míg a Dynamo több master adatbázist használ, amely szükségessé teszi, hogy a kliensek fel tudják oldani a verzió-konfliktusokat, a DynamoDB egy mastert használ, valamint a Dynamot nem publikus használatra tervezték, hanem csak publikus szolgáltatások adatbázisaként, így a publikus szolgáltatáshoz szükséges biztonsági megfontolásokat nem tervezték bele. A DynamoDB-t 2012 január 12-én jelentették be.

## Áttekintés
A DynamoDB eltér a többi Amazon Web Services szolgáltatástól abban, hogy nem tárterület, hanem sávszélesség alapon vásárolható. Bár az adatbázis nem skálázódik automatikusan, az adminisztrátor kérhet nagyobb sávszélességet és a DynamoDB szétteríti a forgalmat a szerverein, amelyek solid-state drive-okkal működnek.
A DynamoDB Hadoop-pal is használható az Amazon Elastic Mapreduce segítségével.

## Fordítás
Ez a szócikk részben vagy egészben  az   Amazon DynamoDB című angol Wikipédia-szócikk fordításán alapul.  Az eredeti cikk szerkesztőit annak laptörténete sorolja fel. Ez a jelzés csupán a megfogalmazás eredetét és a szerzői jogokat jelzi, nem szolgál a cikkben szereplő információk forrásmegjelöléseként.